# Synaphe amuralis
Synaphe amuralis är en fjärilsart som beskrevs av George Francis Hampson 1900. Synaphe amuralis ingår i släktet Synaphe och familjen mott. Inga underarter finns listade i Catalogue of Life.